# アンドレアス・バオム

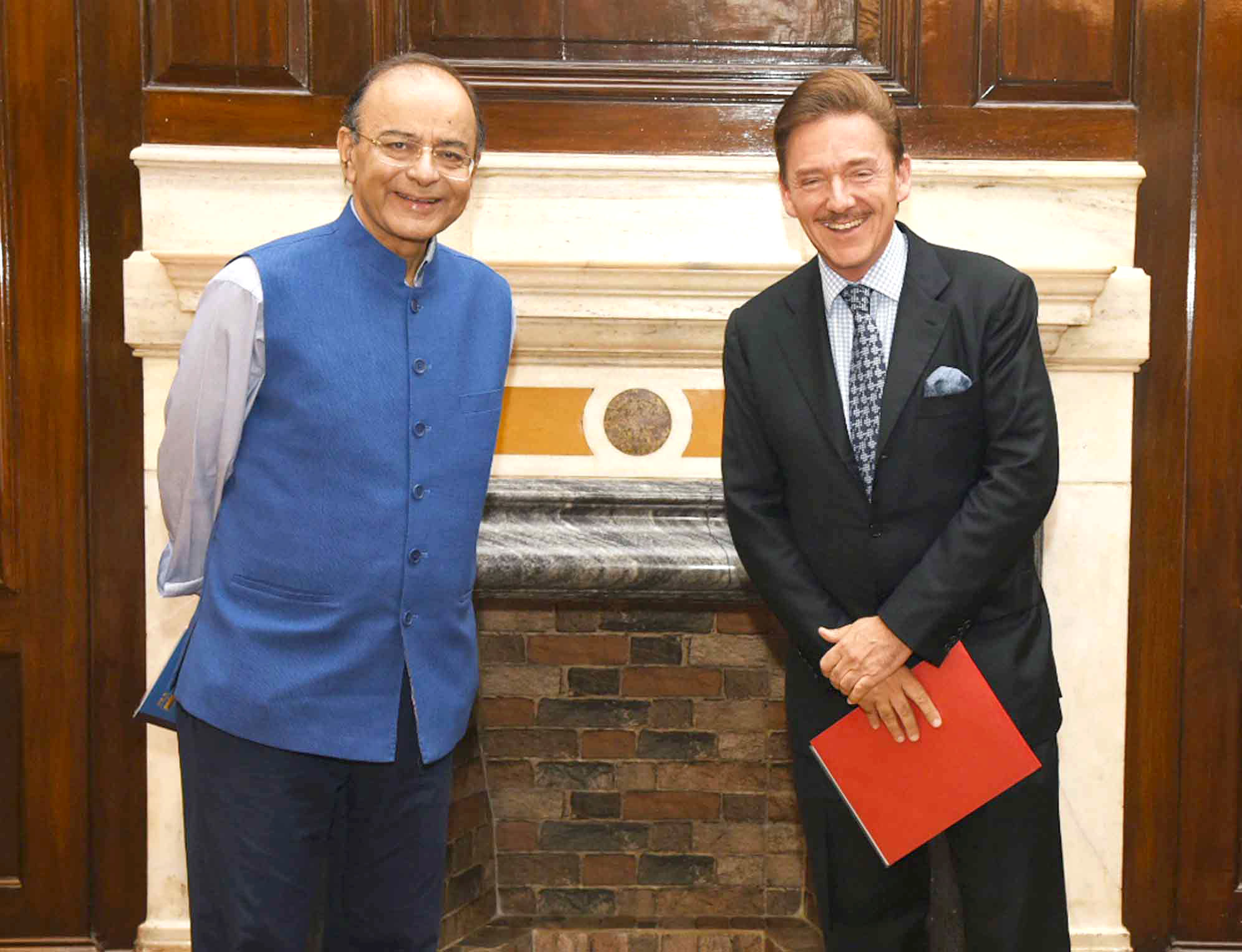
インド財務大臣アルン・ジェートリー（左）とアンドレアス・バオム在インド大使（2018年10月）

アンドレアス・バオム（ドイツ語: Andreas Baum、1963年 - ）は、スイスの外交官、大使、医学博士。在ナイジェリア大使、在イスラエル大使、在インド大使を経て、2020年10月より駐日大使を務めている（信任状捧呈は11月19日）。スイス北東部のチューリッヒ出身。

## 学歴
1989年、スイス西部のローザンヌ大学医学部で博士号を取得。その後、アメリカ合衆国のジョンズ・ホプキンズ大学高等国際関係学大学院（SAIS）に留学して国際関係論と経済学を専攻し、1990年に修士号を取得。

## 外交経歴
1991年に連邦外務省に入省し、ベルン、ジュネーブ、アンカラにて外交官研修。
1993年、ベルンの本省へ戻って政治部（欧州・北米担当）に配属。1996年から2000年にかけて、外務事務次官秘書官。
2000年から2004年にかけて、在カナダ大使館公使。2004年から2008年にかけて、在ニューヨーク国際連合政府代表部公使。
2008年から2012年にかけて、アブジャ常駐の在ナイジェリア特命全権大使兼非常駐のチャド大使兼ニジェール大使。
2012年から2016年にかけて、在イスラエル特命全権大使。
2016年から2020年にかけて、ニューデリー常駐の在インド特命全権大使兼非常駐のブータン大使。
2020年10月、次期駐日大使として東京に着任。同年11月19日、皇居で今上天皇に信任状を捧呈して駐日大使に就任した。
2021年7月24日、ギー・パルムラン大統領の訪日に合わせて在大阪スイス領事館の新設記念式典が開催されたが、この式典にはバオム大使とメスナー領事も参加している。